# Eric Miller (rugby à XV)
Pour les articles homonymes, voir Eric Miller et Miller.
Pas d'image ? Cliquez ici

a Compétitions nationales et continentales officielles uniquement.

b Matchs officiels uniquement.
Dernière mise à jour le 7 mars 2024.
Eric Miller est né le 23 septembre 1975 à Dublin (Irlande). C'est un joueur de rugby à XV, qui joue avec l'équipe d'Irlande entre 1997 et 2005, évoluant au poste de troisième ligne centre.

## Carrière

### En équipe nationale
Eric Miller obtient sa première cape internationale le 4 janvier 1997, à l'occasion d'un match contre l'équipe d'Italie. 
Il a dispute les Coupes du monde 1999 (3 matchs disputés) et 2003 (4 matchs joués).
Il joue aussi avec les Lions britanniques en 1997.

## Palmarès
- 48 sélections
- Sélections par année : 6 en 1997, 4 en 1998, 8 en 1999, 3 en 2000, 5 en 2001, 4 en 2002, 10 en 2003, 3 en 2004 et 6 en 2005
- Tournois des Cinq/Six Nations disputés : 1997, 1998, 1999, 2000, 2001, 2002, 2003, 2004, 2005
- Participation aux Coupes du monde 1999 et 2003.